# Franz Rosenzweig

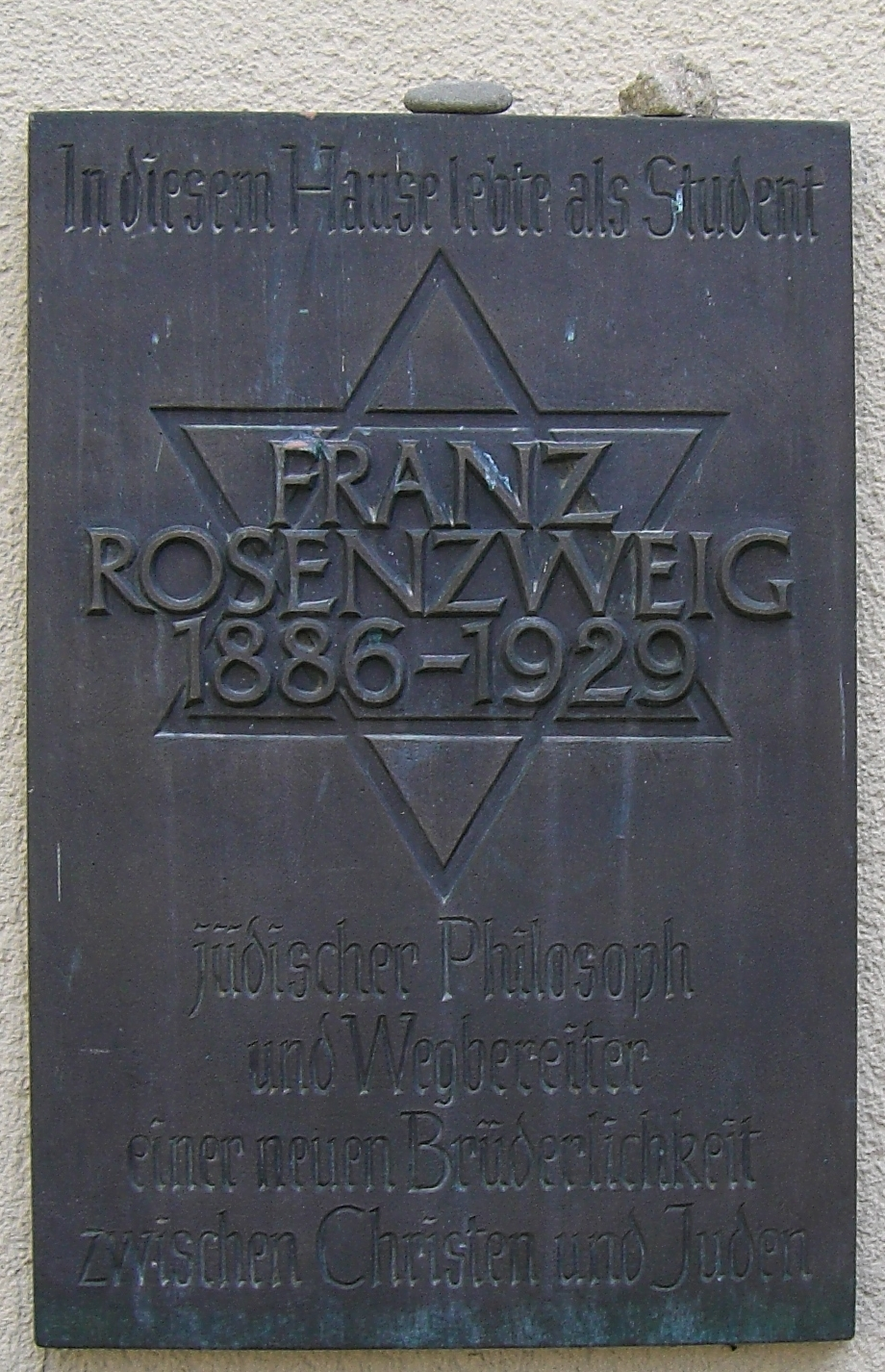
Gedenksteen

Franz Rosenzweig (Kassel, 25 december 1886 - Frankfurt am Main, 10 december 1929) was een joods-Duitse theoloog en filosoof. Hij was een invloedrijke godsdienstfilosoof aangaande het jodendom. Samen met Martin Buber werkte hij aan een nieuwe vertaling van de Thora vanuit het Hebreeuws in het Duits. Rosenzweig overleed vlak voor zijn 43-ste verjaardag aan de gevolgen van amyotrofe laterale sclerose (ALS).

## Hoofdlijnen van zijn denken
Rosenzweig is in zijn denken beïnvloed door Jehuda Halevi. Evenals deze heeft hij in zijn jeugd alle gelegenheid gehad om de filosofie, wetenschap, kunst en literatuur van zijn tijd te bestuderen. Ook hij begon met een studie medicijnen en eindigde met godsdienst en poëzie. En ook Rosenzweig leefde in woelige tijden waarin het antisemitisme de Joodse gemeenschap plaagde en onder druk zette; net als Halevi is hij een baäl tesjoevah geworden en heeft hij zich bewust omgewend naar het joodse geloof.
De overeenkomst gaat verder: ook Rosenzweig heeft er in zijn hoofdwerk Der Stern der Erlösung (Nederlandse vertaling "De ster van de verlossing", Eburon 2000) naar gestreefd om de religie te bevrijden uit de omhelzing van het Duitse idealisme (Kant, Hegel). Ook in het commentaar op de vertaalde gedichten van de middeleeuwse denker-dichter blijkt deze tendens.
De Stern bestaat uit drie delen. Het eerste deel tegen de filosofen stelt dat er drie niet tot elkaar herleidbare elementen bestaan: God, mens en wereld. Filosofen die deze elementen toch in één systeem trachten te vangen vervallen tot ledig pantheïsme, materialisme of psychologisme. Het tweede deel tegen de theologen behandelt de wisselwerking tussen de elementen: tussen God en wereld ligt een scheppingsrelatie, tussen God en de mens de openbaring, en tussen mens en wereld de verlossing. Het derde en laatste deel tegen de tirannen gaat onder meer in op de verhouding tussen jodendom en christendom en op het Messianisme of het Koninkrijk Gods. Opnieuw kan een parallel met Halevi getrokken worden voor zover Rosenzweig zich bezint op de rol van het volk Israël in de wereld; in elk geval ziet hij een verbinding tussen christendom - de weg der volkeren in de wereld - en jodendom.

## Rosenzweig in Nederland
De Nederlandse hervormde predikant en theologisch hoogleraar K.H. Miskotte heeft door zijn proefschrift Het wezen der Joodsche religie (1932) voor het eerst aandacht gevraagd voor Rosenzweig. De doopsgezinde theoloog en predikant Frits Kuiper, die vanaf het eind van de jaren veertig actief was in de Joods-Christelijke dialoog in Nederland, richtte in 1966, samen met Henri van Praag, de "Stichting Het Joodse Leerhuis" op, in navolging van het Freies Jüdisches Lehrhaus van Buber en Rosenzweig. In 1967 publiceerde Kuiper een vertaling van Das Büchlein vom gesunden und kranken Menschenverstand, onder de titel: Gebruik je verstand, een boekje over ons menselijk denken, waarin hij tevens een inleiding schreef over persoon en werk van Rosenzweig. Postuum liet Kuiper na: Een klein drieluik van onze bevrijding: de gestalten van Barth, Rosenzweig en Lenin (1974). Daarin gaat hij nogmaals, maar nu uitvoeriger op hem in. In 1996 zal dan ook nog eens Kuipers Wandelen met G'd : Een theologische biografie van Franz Rosenzweig volgen. De remonstrantse hoogleraar in de godsdienstwijsbegeerte en ethiek, H.J. Heering publiceerde, ook in 1974, de monografie Franz Rosenzweig, joods denker in de twintigste eeuw. Franz Rosenzweig - leven en werk van F. de Meyer (1986) bevat veel citaten uit brieven. In 1998 publiceerde de hervormde theoloog en predikant Adri Sevenster een inleidend commentaar op Rosenzweig en zijn Der Stern der Erlösung onder de titel: Sabbatsrust voor een zondagskind. Sinds 2000 kan het Nederlandse lezerspubliek zich verheugen in de nauwkeurige vertaling van de Sneekse predikant Alex van Ligten De ster van de verlossing, waardoor de studie van deze denker in Nederland een nieuwe impuls kan krijgen.